# Nők Lapja
A Nők Lapja elsősorban nőknek szóló hetilap, melynek első száma 1949. október 20-án jelent meg. A nőket hagyományosan érdeklő témákat dolgozza fel.

## Története
Első megjelenésekor a Nők Lapja nőképe gyökeresen eltért a második világháború előtti magyar női- és családi lapokétól. A lap elődjét, az eleinte rendszertelenül, majd megszűnéséig (1949 októberéig) hetente megjelenő „Asszonyok” című lapot a Magyar Kommunista Párt (MKP) támogatását élvező Magyar Nők Demokratikus Szövetsége (MNDSZ) adta ki. A képes hetilap célkitűzéseit bemutató vezércikk a munkás, paraszt, illetve értelmiségi nőket szólította meg, s ezúttal a szerkesztők nyíltan megfogalmazták célkitűzését:„Meghitt baráti közelségbe akar hozni Téged ahhoz az országhoz, ahhoz a néphez, amely a békéért harcoló emberiség élén jár: a nagy Szovjetunióhoz, hogy ismerd meg embereit, tájait, művészetét.”[forrás?] Az új hetilap a hajdani szépirodalmi folyóiratok szerkezetét vette át, s az első oldalon irodalmi alkotást adott közre. A legtöbb fotón a szocialista táborhoz tartozó országok munkásnői és parasztnői szerepeltek, az illusztrációk tanúsága szerint a nőideál a militáns nő volt, a lap katonanőket, egyenruhás rendőrnőket ábrázoló képeket közölt.
„A természet nem mindenkit áldott meg 3-as számú alakkal, azaz olyan termettel, amely a konfekcióiparban a legnagyobbat, a valóságban pedig az átlagközepest jelenti. Ha egy vékony, kistermetű nő egyes számú szoknyát akar vásárolni magának, a zippzár felhúzása után két kézzel kell tartania a szoknyát, nehogy leessék. A vékony, magas nők ugyancsak bosszúsan nézik magukat az áruházak próbatükreiben, mert az ilyen sudár női termetre csak elhízott női alakra való ruhát készítenek. Ugyanaz a helyzet az átlagtól alig alacsonyabb férfiaknál is. Ha például egy kistermetű férfi a legkisebb számozású kész öltöny vásárolja meg, az áruházból egyenesen a szabóhoz siet, hogy felhajtassa a nadrágszárból a két tenyérnyit, ugyanígy az ujjából is, legalább 15 centit vétet be a nadrág és a kabát dereka, valamint a válla bőségéből.”
A Nők Lapja riporterei a klasszikus újságírás szabályai szerint ott voltak a helyszínen, amikor Sztálinváros épült és amikor a 'téeszesítés' (mezőgazdasági termelőszövetkezetbe való kényszerítés) elől szöktek meg a falu férfijai. A lap mégis leginkább a nőkhöz szólt, tehát azt is megírták, hogy „ezen a télen a puha, bővülő vonalú télikabátokat vásároljuk” – külföldi modellekkel is illusztrálták a cikkeket.[forrás?] Nyíltan szóltak az olvasói levelekben arról, hogy a nőknek is szüksége van a három műszak mellett szabadon eltölthető szabadidőre. A lap olyan művészeket felvonultatott, akiket a rendszer máshol nem engedett volna megjelenni, lázadó természetük miatt. Ilyen volt például Galsai Pongrác és Korniss Péter fotóművész.
A lapnak ma már nincsen semmilyen politikai ideológiai vagy pártkötődése. Az újságírók előre kiadott feladatok alapján dolgoznak. A lap kizárólag saját anyagokat használ fel, bár több külföldi, elsősorban francia és német magazint is mintának tekint. Közel 300 ezer példányban fogy hetente, s ezzel a klasszikus női hetilapok között az első.[forrás?] Piaci részesedése 20-22% volt 2007-ben. Kiadója, a Sanoma Budapest Zrt., majd 2014 óta a Central Médiacsoport Zrt. portfóliójában a második legnagyobb példányszámban értékesített termék a Story magazin után. A lap hatvanadik évfordulója alkalmából arculatot frissített.
Profitját elsősorban hirdetések, szponzorált felületek, behúzások, beragasztások és hozzácsomagolások partner által megfizetett árbevételeiből, valamint az árus és előfizetéses terjesztésben vásárolt lapok árbevételéből nyeri a lap.

### Főszerkesztők
- 1949–1959: Kovács Judit
- 1959–1986: Németi Irén
- 1987–1991: Révai Valéria
- 1991–1995: Zétényi Lili
- 1995–1997: Jásdi Beáta
- 1998–2011: Molnár Gabriella
- 2011–2021 : Vékási Andrea[5]
- 2021–2022 Vass Virág[6]
- 2022–: Akovács Éva[7]

## Más termékek
A „Nők Lapja” márkanév alatt 1999 óta futnak más termékek is. Az Egyesült Kiadói Holding (a VICO), a Sanoma Budapest Zrt. elődje 1999-ben indította el a Nők Lapja Évszakok negyedéves kiadványát. A lap 2003 vége óta havi rendszerességgel jelenik meg. 2003 óta a Nők Lapja neve alatt két időszaki kiadvány is megjelent: a „Nők Lapja Konyha” negyedéves gasztronómiai folyóirat (ősz, karácsony, húsvét, nyár), amelynek átlagosan eladott példányszáma 90 ezer,[forrás?] és az évente egyszer megjelenő „Nők Lapja Esküvő”.
Ezeken a kiadványokon külön szerkesztőség dolgozik. A felsorolt termékeket márkakiterjesztéseknek („brand extension”) nevezik. Minden lap neve a Magyar Szabadalmi Hivatalban bejelentett, levédett.
A Nők Lapja nevével fémjelzett könyvek a Sanoma Kiadó vállalkozásában jelennek meg. A laphoz kötődő szerzők kötetei Nők Lapja Műhely sorozatcímmel szerepelnek. Egyéb, a márka által támogatott műveket a Nők Lapja ajánlásával vagy Nők Lapja regények jelzéssel látnak el. 2004 karácsonyára jelent meg a „Nők Lapja Nosztalgia: A hetvenes évek”, amelyben régi írások bemutatásán túl az azokban szereplők közül néhánnyal ma készült interjúkat is közreadott.
Ezeken kívül sok olyan rendezvény van a kiadó/szerkesztőség szervezésében, mely a Nők Lapja előtagot kapta ugyanazon üzleti megfontolásból, mint a fenti termékek esetében. 2007-ben ilyen rendezvény volt többek között például a Nők Lapja Örökbefogadó Nap, a Születés Hete vagy a Nők Lapja Családi Hétvége. Ez utóbbit először 2003-ban rendezték meg; 2007 májusban a margitszigeti Nagyréten több mint 20 ezren látogatták.
Internetes portálja a Nők Lapja.

## Neves munkatársai
- Vadas Zsuzsa
- V. Kulcsár Ildikó
- Szegő András
- Schäffer Erzsébet